# Paolo Biancardi
Paolo Biancardi (Castelmassa, 16 marzo 1957) è un ex calciatore italiano, di ruolo centrocampista.

## Carriera
Conta 4 presenze con il Bologna nell'unico campionato in Serie A disputato, più altre 79 presenze in Serie B con Brescia e Cavese, e 133 presenze in Serie C con Reggiana, Campobasso, Suzzara e Chievo, in questo ultimo caso con un gol all'attivo.